# Ключников, Иван Кузьмич
Иван Кузьмич Ключников  (13 марта 1920 деревня Чергать, Перевозский район, Нижегородская область — 29 ноября 1977 Перевоз, Нижегородская область, РСФСР, СССР) —  Великой Отечественной войны, полный кавалер  ордена Славы.

## Биография
Родился 13 марта 1920 в деревни Чергать (Нижегородская область) в крестьянской семье. Окончил 7 классов школы. После получения образования работал бухгалтером.
С сентября 1940 в  Красной Армии. Участник  Великой Отечественной войны с первых её дней. 22 декабря 1942 был ранен. 23 декабря 1942 был ранен второй раз.
4 апреля 1944 во время боёв за ж/д станцию Раздельная (Одесская область) уничтожил около 15 военнослужащих противника и 2 огневые точки. 29 апреля 1944 награждён  орденом Славы 3-й степени.
Во время боёв за деревню Цыгуновка 5—21 июля 1944 (Гродненская область), уничтожил один пулемёт противника, 10 вражеских солдат и 7 взял в плен. 29 августа 1944 награждён  орденом Славы 2-й степени.
11 октября 1944 во время боёв за Бихарию (Румыния), в уличных боя взял 3 вражеских солдат в плен и 10 уничтожил. 15 октября 1944 во время боёв за Мезе-Петерд (Румыния), поджёг машину с вражескими боеприпасами и автоматным огнём уничтожил несколько вражеских солдат. 28 апреля 1945 награждён  орденом Славы 1-й степени.
Демобилизовался в 1945. После демобилизации работал  страховым агентом. Умер 29 ноября 1997 и похоронен в поселке Перевоз (Нижегородская область).

## Награды
Иван Кузьмич Ключиников был награжден следующими наградами:
- Орден Славы I степени (28 апреля 1945; № 945)
- Орден Славы II степени (29 августа 1944; № 5947)
- Орден Славы III степени (29 апреля 1944; № 57002)
- Орден Отечественной войны I степени (11 марта 1985)
- Орден Красной Звезды (29 марта 1944)
- ряд медалей